# 龔明鑫
龔明鑫（1964年2月3日—），中華民國政治人物，臺灣台北市人，現任行政院秘書長兼台灣各區聯合服務中心主任，曾任行政院政務委員兼國家發展委員會主任委員、經濟部政務次長、國家發展委員會政務副主任委員、台灣經濟研究院副院長、研究員、行政院科技顧問組兼任研究員、經濟部產業發展諮詢委員會副執行秘書、淡江大學產業經濟系兼任助理教授。

## 生平
龔明鑫先生於1964年在台北出生，為外省第二代，父母與桂系名將白崇禧將軍密切，求學生涯先後取得輔仁大學統計學學士學位、國立臺灣大學經濟學碩士學位、國立中興大學法商學院（今國立臺北大學）經濟學博士學位。在經濟學領域上，主攻產業經濟學，產業關聯論與計量領域，先後師從台灣知名經濟學家，林向愷教授與陳博志教授。後榮獲2017年國立臺北大學、2020年國立中興大學傑出校友獎。
龔明鑫先生在進入政府之前，長期服務於台灣經濟研究院，曾經擔任過研究二所，研究三所，研究八所，國際事務處等部門主管，2006年升任副院長，一直服務至2016年。
2016年5月20日，開始擔任國家發展委員會政務副主任委員。
2017年9月8日，轉任經濟部政務次長。
2019年1月14日，轉任行政院政務委員。
2020年5月20日，兼任國家發展委員會主任委員。
2024年5月20日，轉任行政院秘書長。

## 外部連結
- 認識首長-國家發展委員會 （页面存档备份，存于）

| 中華民國政府職務 | 中華民國政府職務                                           | 中華民國政府職務 |
| ---------------- | ---------------------------------------------------------- | ---------------- |
| 行政院           |                                                            |                  |
| 前任： 李孟諺    | 行政院秘書長 第三十九任 2024年5月20日－                    | 現任             |
| 前任： 陳美伶    | 國家發展委員會主任委員 第六任 2020年5月20日－2024年5月20日 | 繼任： 劉鏡清    |